# 林尾 (南投縣)
林尾，是台灣南投縣集集鎮的一個傳統地域名稱，位於該鎮南部中央偏西地帶。相較於今日行政區，其範圍大致與林尾里相近。

## 歷史
台灣清治末期至日治初期，林尾地區為一街庄，稱為「林尾庄」，隸屬於集集堡。該庄北及東與集集街為鄰，南邊隔濁水溪與大坵園庄、後埔仔庄為界，西邊為隘藔庄。
1901年（日治明治三十四年）11月，全台廢縣廳改設二十廳，該庄隸屬於南投廳。1903年（明治三十六年）6月，該庄編入「集集區」，隸屬於南投廳。1909年（明治四十二年）10月，合併二十廳為十二廳，集集區仍隸屬於南投廳。1920年（大正九年），全台地方制度大改正，廢十二廳改設五州二廳，該庄改制為「集集」大字，隸屬於臺中州新高郡集集街。
戰後集集街改制為集集鎮，隸屬於臺中縣，大字亦改制為里。1950年7月，集集鎮拆分出水里鄉，本地區仍屬於集集鎮。同年10月，中、彰、投分治，集集鎮改隸屬南投縣。

## 聚落
本地區發展較早的聚落為林尾，在日治期初期的官方地圖上已有記載。此外，本地區尚有山腳、公館、浦底、草嶺腳等聚落。

## 交通
台鐵集集線是二水經集集至車埕的支線鐵路，大致以西北－東南走向轉西南－東北走向再轉西北－東南走向再轉西向東蜿蜒經過林尾地區中部地帶。境內未設站，西側最近的是龍泉車站，東側最近的是集集車站，只停靠區間車。由此等向西可前往二水車站轉往台鐵沿線各站；向東可前往水里、車埕等站。
省道台16線（名水路二段）是名間鄉名間至信義鄉合流坪的幹道，大致以西向東經過林尾地區中部偏南地帶。由該道路向西轉西北微西可前往隘寮、濁水並止於省道台3線路口；向東可前往集集南部、柴橋頭南部、社子地區的水里市區、拔社埔、地利並止於合流坪。
省道台3丙線（劉厝巷）是竹山水底寮至集集林尾的幹道，其東北側端點位於本地區中部偏西的鄉道投54線路口。由此向西南經省道台16線高架橋下後轉南微西，過濁水溪集集大橋後出境，轉西可前往後埔子、社寮並止於省道台3線路口。
縣道139號（中集路）是彰化至鹿谷初鄉的道路，大致以北北西—南南東走向經過本地區東北端。由該道路向北北西可前往中寮、南投、芬園與員林／大村／花壇交界地帶、花壇與彰化交界地帶、彰化市區等地；向南南東轉東再轉南可經集集市區前往番子寮西部、大丘園、坪子頂、初鄉並止於縣道151號路口。
鄉道投54線（山腳巷、民生路）是磨仔坑至水里的道路，大致以西北—東南走向經集集隧道由本地區西部邊界入境後，出隧道轉東北東，經兩個髮夾彎後轉東南東，經省道台3丙線起點路口後轉東北微北再轉東北微南再轉東南，至民生路路口轉東北再轉東以至於本地區東部邊界出境。由該道路向西北出隧道可前往隘寮、濁水地區的磨仔坑並止於省道台16線路口；向東可前往集集、柴橋頭、社子地區的水里市區並止於省道台16線另一路口暨縣道131號終點路口。